# إليزابيث ألدريش
إليزابيث ألدريش (بالإنجليزية: Elizabeth Aldrich)‏ هي مؤرخة أمريكية، ولدت في 26 فبراير 1947.